# Jerónimo de la Ossa
Jerónimo de la Ossa (Panamá, 9 de abril de 1847 - 6 de septiembre de 1907) fue un poeta romántico panameño. Estudió en Chile, donde se graduó como ingeniero civil. Representó en el consulado de Chile en Panamá y trabajó para la Compañía del Canal Interoceánico de Panamá.
Sus poesías se caracterizaban por su sencillez y humildad. Su obra está dispersa en los diversos semanarios y revistas de la época, sin embargo sus mejores versos los compuso cuando era estudiante.
La importancia de este poeta está primordialmente en ser autor de la letra del Himno Nacional de Panamá, donde se denota un pronunciado acento patriótico. También escribió el poema «La fuente del paraíso». Hoy en día, Jerónimo De La Ossa es considerado como unos de los grandes poetas panameños del siglo XIX.

## Biografía
Nació en la Ciudad de Panamá el 9 de abril de 1847. Fue el menor de sus hermanos. Jerónimo falleció el 6 de septiembre de 1907, cuando contaba con sesenta años de edad.
Desde temprana edad fijó su residencia en Chile para hacer estudios universitarios. En la Universidad de Santiago obtuvo el título de Ingeniero Civil y de Profesor de Matemáticas y se desempeñó como profesor en Chile por algún tiempo, antes de regresar a Panamá.
Escribió versos desde la adolescencia y los primeros de ellos fueron publicados en Valparaíso cuando era un estudiante universitario, se interesó igualmente en el periodismo y según su propia confesión la prensa de Chile recogió de ese mismo periodo muchas de sus colaboraciones.
Colaboró con las publicaciones de su época, en cuyas páginas se hallan dispersas sus producciones. El prestigio mayor de Jerónimo Ossa se apoya, sin embargo, en su condición de autor del Himno Nacional de la República de Panamá. Porque el panameñismo sentimental de Ossa desembocó naturalmente, creada ya la República, en las estrofas simbólicas que garantizan la perennidad de su nombre:

“Alcanzamos por fin la victoria
en el campo feliz de la unión;
con ardientes fulgores de gloria
se ilumina la nueva nación.”

Jerónimo regresa a Panamá en 1879 y el 5 de julio de ese mismo año contrae matrimonio con Angélica Bergamota, hija de un acaudalado comerciante italiano que vivía en el barrio de Santa Ana. Desde esa fecha, Jerónimo tomó la decisión de transformar su apellido y en vez de De la Ossa, decidió denominarse simplemente Jerónimo Ossa, así aparece en su registro matrimonial celebrado en la parroquia de Santa Ana.
Se vinculó al movimiento del liberalismo y fue amigo de Buenaventura Correoso y de Mateo Iturralde.
El 29 de diciembre de 1879 formó parte de una Comisión de Honor para recibir a Ferndinand de Lesseps y en esa fecha leyó un largo poema dedicado al Canal Francés. En 1880 fue objeto de un reconocimiento por parte del Gobierno de Colombia, que le confirió una Medalla de Oro, con motivo del inicio de los trabajos de excavación del Canal de Panamá.
Se sintió atraído por la actividad política, y en el año de 1880, conjuntamente con Mateo Iturralde y Francisco Ardila, participó como orador en un mitin popular celebrado en la Plaza de Santa Ana en una actitud de rechazo por la intervención de los Estados Unidos en asuntos de política interna. En 1881 fue designado como Inspector de los Puertos de Panamá, ese mismo año fue designado como único orador del acto que rindió homenaje a Lucien Napoleón Bonaparte Wyse. En 1895 fue presidente del Consejo Municipal de Panamá.
Fue miembro fundador del Instituto de Ingenieros de Santiago de Chile e Ingeniero Jefe del Servicio Marítimo de la Compañía del Canal Interoceánico de Panamá. Jefe de varias expediciones al interior de la misma compañía y otros servicios muy importantes, que presto, en unión del eminente ingeniero panameño Pedro J. Sosa. Durante esos días en las obras del Canal dio muestras de afición por el dibujo, especialmente por la caricatura.
Por muchos años desempeñó con aplomo e inteligencia, el Consulado General de Chile en Panamá. Rodolfo Aguilera en su obra Galería de Hombres Públicos del Istmo nos menciona: «Chile, al darle el alto puesto, no ha hecho más que corresponder al puro afecto que por esa noble nación abriga el distinguido amigo y compatriota, de quien escribimos esta pálida semblanza con particular placer».